# Iridium-Flare

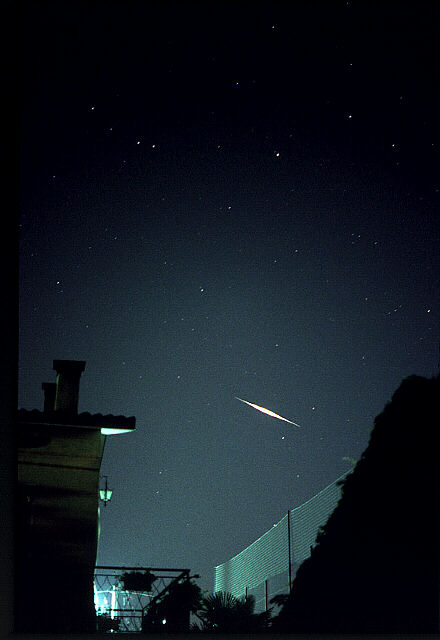
Iridium-Flare aufgenommen ohne Teleobjektiv am 22. August 1998 in Pacengo am Gardasee (Belichtungszeit mehrere Sekunden)

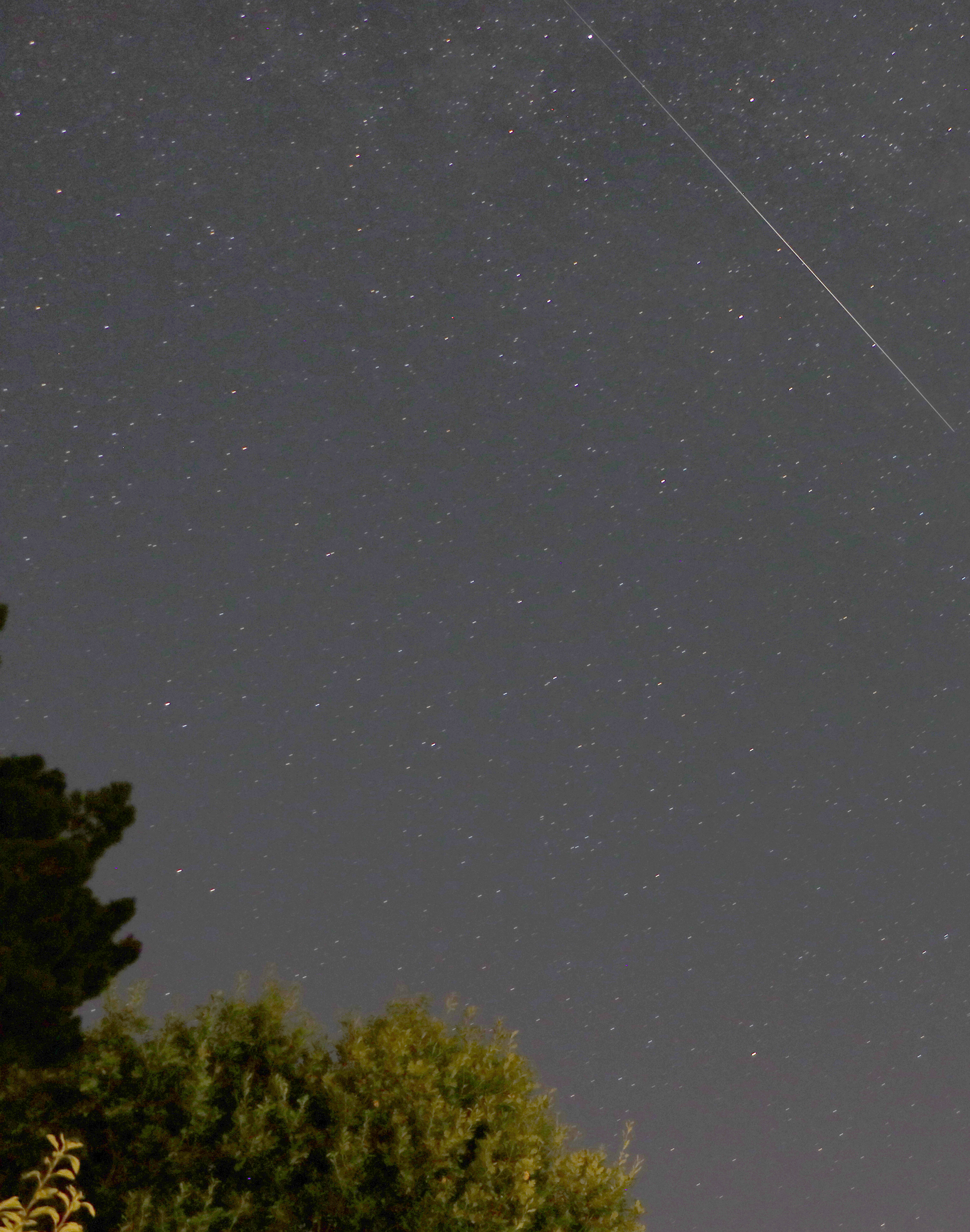
Iridium-Flare über Crozon (Bretagne), aufgenommen im August 2018 (Belichtungszeit 30 s)

Als Iridium-Flare (deutsch etwa „Iridium-Aufleuchten“) wird eine helle Leuchterscheinung am Himmel bezeichnet, die durch Reflexion von Sonnenlicht an einem Iridium-Satelliten entsteht und ca. 5 bis 20 Sekunden andauert. Es handelt sich um die hellste Leuchterscheinung, die künstliche Himmelskörper am Nachthimmel verursachen; auch am Tag ist es möglich, Iridium-Flares zu beobachten. Seit dem Wechsel auf eine neue Satellitengeneration im Jahr 2019 sind die Flares allerdings selten geworden.

## Entstehung

Diese Animation veranschaulicht, wie die MMAs das Sonnenlicht auf die Erde reflektieren.

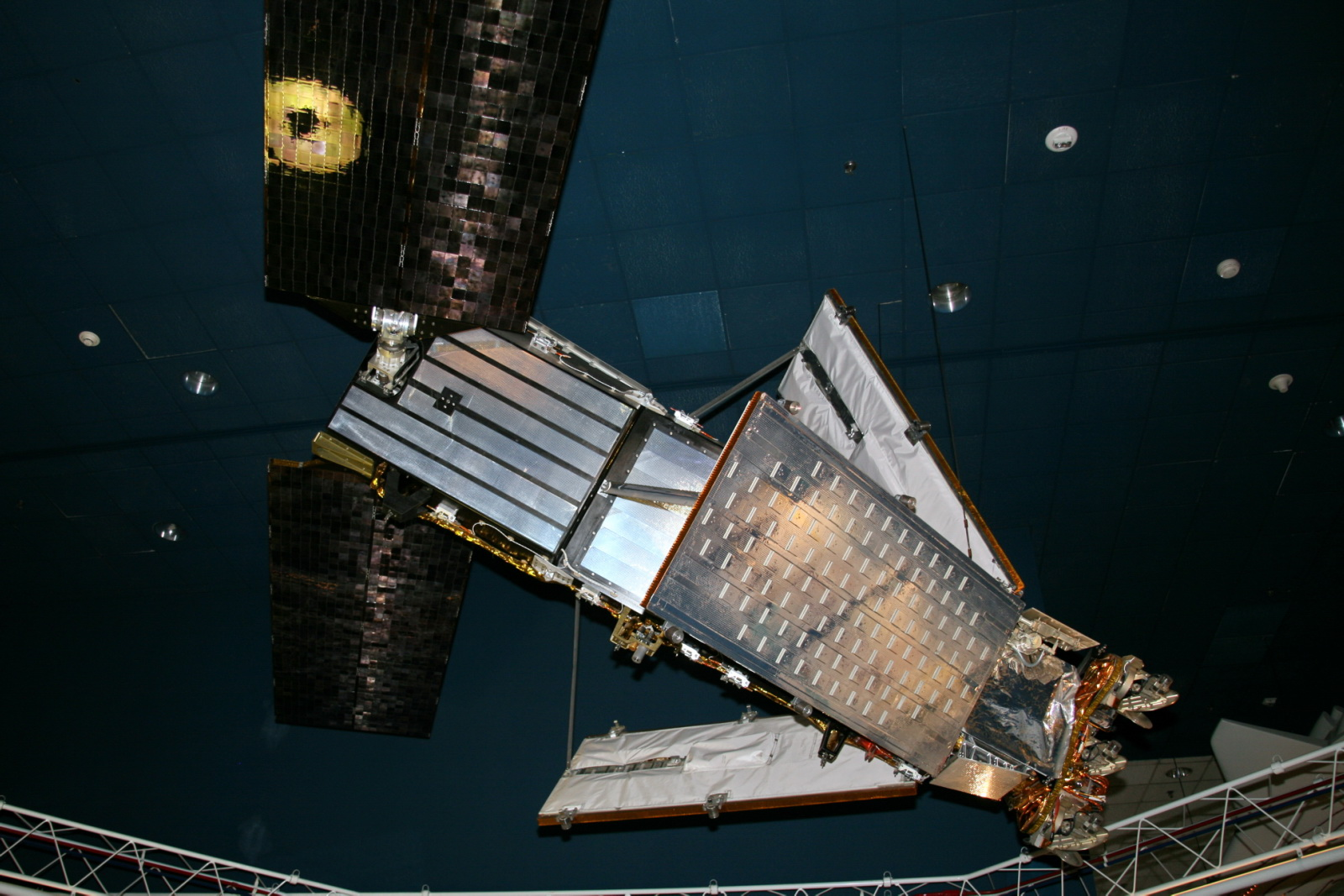
Iridium-Satellit der ersten Generation, rechts die reflektierenden Antennenflächen

Die Satelliten bilden das weltumspannende Satellitenkommunikationssystem Iridium mit 66 Telekommunikationssatelliten im Orbit. Jeder Iridium-Satellit der ersten Generation hat drei Main Mission Antennae (MMA), die eine Größe von 188 cm Länge, 86 cm Breite und 4 cm Dicke haben. Ihre Oberfläche besteht aus hochreflektierendem Aluminium, das mit einer silberfarbenen Teflonschicht bestrichen ist, und wirkt als Planspiegel. Das von diesen Antennen reflektierte Sonnenlicht bildet einen schmalen Lichtkegel, der bei entsprechender Orientierung der Antenne über die Erdoberfläche streicht. Auf seinem Weg zur Erde weitet er sich auf einen Durchmesser von mehreren Kilometern auf und kann als Leuchterscheinung wahrgenommen werden. Je nach Standort des Beobachters kann es ein schwaches Leuchten sein, das gerade mit dem bloßen Auge zu sehen ist, bis hin zu einer Leuchterscheinung, die mit einer Leuchtkugel vergleichbar ist. Ein Iridium-Flare kann eine scheinbare Helligkeit bis zu −9 mag erreichen und leuchtet in diesem Fall etwa 50-mal so hell wie die Venus und 1000-mal so hell wie Sirius, der hellste Stern am Nachthimmel.

## Beobachtung

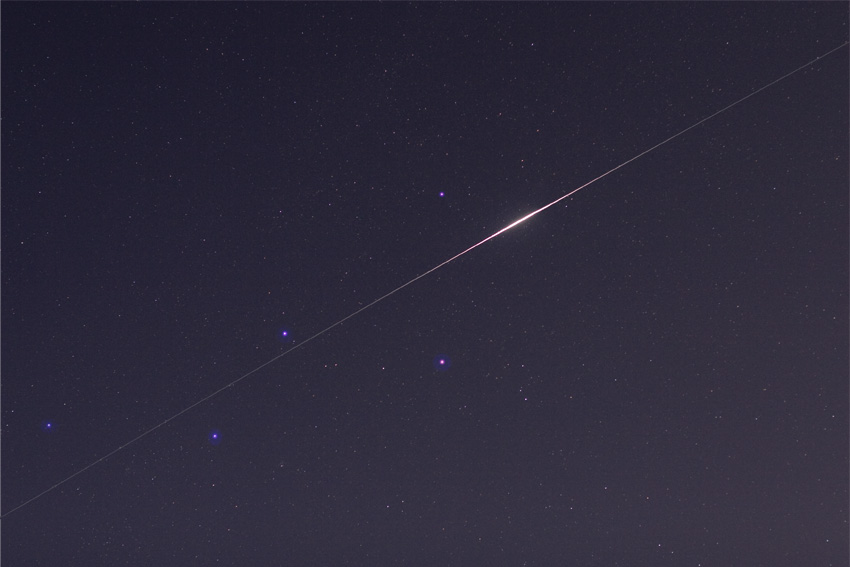
Iridium-Flare von Iridium 13 im Sternbild Kassiopeia. Die größte Helligkeit betrug −7 mag.

Simulation eines Iridium-Flares

Die Zeitpunkte, zu denen von einer bestimmten Position von der Erde aus Iridium-Flares zu sehen sind, lassen sich auf die Sekunde genau berechnen. Entsprechende Bahndaten und Sichtbarkeitsvorhersagen können online für jeden Ort auf der Erde abgefragt werden, siehe Weblinks. Die maximale Helligkeit ist nur auf einem schmalen Band von rund zwei Kilometern Breite parallel zur Satellitenbahn zu sehen. Da die Satellitenbahnen über die Pole führen, verlaufen diese Bänder in Nord-Süd-Richtung. Je weiter man von einem solchen Band entfernt ist, desto leuchtschwächer erscheint der Satellit. Bei 20 Kilometern Abstand ist die Leuchterscheinung in der Regel nicht mehr spektakulär. Daher sollte der Standort möglichst genau bekannt sein.
Im Schnitt kann man mehr als drei Iridium-Flares pro Nacht sehen, die heller als der Stern Wega im Sternbild Leier sind. Rund einmal die Woche ereignet sich ein Iridium-Flare, der so hell ist, dass er sogar am Tageshimmel sichtbar ist. Die Leuchterscheinung ist in diesem Fall allerdings deutlich weniger spektakulär als nachts.
Ein Iridium-Flare wird als wandernder Leuchtpunkt wahrgenommen, dessen Helligkeit innerhalb einiger Sekunden bis zum Maximum ansteigt und dann wieder abfällt. Durch die Eigenbewegung der Satelliten wird dieser Helligkeitsverlauf auf Fotos mit Langzeitbelichtung als typische Spur abgebildet (siehe Fotos).

## Ende
Von Januar 2017 bis Januar 2019 beförderten acht Falcon-9-Raketen insgesamt 75 Satelliten der neuen Serie Iridium NEXT in niedrige Erdumlaufbahnen. Diese ersetzten die alten Satelliten, welche auf eine andere Umlaufbahn gebracht wurden oder werden. Die berechenbaren Iridium-Flares sind dadurch selten geworden und könnten bis Ende der 2020er Jahre ganz der Vergangenheit angehören; von den neuen Satelliten werden keine Flares mehr erwartet. Mit den letzten Iridium-Flares rechnet der Iridium-CEO Matt Daesh vor dem Wiedereintritt des letzten Satelliten Mitte der 2040er Jahre. Im Februar 2020 befanden sich noch 30 der alten Iridium-Satelliten in einer Erdumlaufbahn.